# Жаргалтулгын Эрдэнэбат
Жаргалтулгын Эрдэнэбат (монг. Жаргалтулгын Эрдэнэбат; род. 17 июля 1974 года, Мандал, Селенгинский аймак, МНР) — монгольский политик. Премьер-министр Монголии (2016—2017).

## Биография
Родился в 1974 году в сомоне Мандал Селенгинского аймака.
В 1995 году окончил Институт торговли и промышленности по специальности «экономист», в 1998 году — Институт сертифицированных бухгалтеров Монголии, в 2004 году — Академию управления Монголии, в 2005 году — Монгольский государственный университет сельского хозяйства. Магистр экономики.
С 1996 по 1997 год работал бухгалтером в компании «Суутэй» сомона Мандал Селенгинского аймака, с 1997 по 2000 годы — инспектором ревизионно-контрольного комитета аймака.
В 2000—2004 годах — начальник отдела координации экономической политики администрации Селенгинского аймака, в 2004—2005 гг. — вице-префект, в 2005—2008 годах — начальник отдела финансов.
С 2008 по 2012 год — префект Селенгинского аймака.
В июне 2012 года был избран от Монгольской народной партии депутатом Великого государственного хурала, переизбран в июне 2016 года.
С декабря 2014 года по сентябрь 2015 года — министр финансов Монголии.
8 июля 2016 года Великий государственный хурал по согласованию с президентом назначил Жаргалтулгына Эрдэнэбата премьер-министром страны.
7 сентября 2017 года Великий государственный хурал принял решение об отставке Жаргалтулгына Эрдэнэбата и его правительства в связи с нарушением законодательства.
Имеет ряд государственных наград: медаль «800 лет монгольской государственности» (2006), Почетная трудовая медаль (2008), орден Полярной звезды (2010).
Владеет английским языком.
Женат, имеет сына и двух дочерей.